# Skönevik
Skönevik är en bebyggelse i Ronneby kommun i Blekinge län. SCB har  klassat denna som en småort från 2023